# Bernard Boursicot
Bernard Boursicot (Vannes, Francia, 12 de agosto de 1944) es un diplomático francés, célebre por su relación con Shi Pei Pu, un cantante de ópera y espía chino. Boursicot estaba convencido de que Shi era una mujer, a quien proporcionó numerosos documentos secretos y cuya relación con este se extendió por casi veinte años. La divulgación pública del asunto llevó a que Boursicot fuera objeto de burla en Francia.
La inusual historia de Boursicot y Shi inspiró la creación de la obra M. Butterfly (1988), del escritor estadounidense David Henry Hwang. La obra también fue adaptada a una película homónima en 1993 protagonizada por Jeremy Irons y John Lone.

## Primeros años
Boursicot nació el 12 de agosto de 1944 en el municipio de Vannes, Francia. En su juventud asistió a una serie de diferentes internados, donde se involucró en múltiples relaciones homosexuales con otros estudiantes. Tras graduarse, Boursicot estaba decidido a perder su virginidad con una mujer, creyendo que la homosexualidad institucionalizada entre los estudiantes internos era un rito de pasaje. Conoció a Shi Pei Pu en China cuando fue enviado a la embajada francesa en Pekín como contador en 1964. Boursicot tenía veinte años de edad, mientras que Shi tenía veintiséis; ambos jóvenes desarrollaron rápidamente una relación sexual, con Boursicot convencido de que Shi era una mujer. La reportera Joyce Wadler, quien escribió el libro Liaison sobre el asunto, más tarde atribuiría la creencia de Boursicot de que Shi era una mujer a la capacidad única de Shi para retraer sus testículos, lo que, combinado con la manipulación de su pene, creaba la ilusión de labios vaginales y clítoris, lo que permitía una penetración superficial.

## Espionaje
En 1965, Shi afirmó estar embarazada de Boursicot y usó a un bebé llamado Shi Du Du (luego llamado Bertrand por Boursicot y su familia) que Shi había comprado a un doctor en la provincia de Sinkiang. Durante la siguiente década, ambos continuaron con su relación mientras Boursicot era transferido de una oficina a otra en el sudeste asiático. Durante este período, Boursicot abrazó su bisexualidad, teniendo múltiples relaciones con mujeres y, al mismo tiempo, entabló una relación a largo plazo con un hombre francés llamado Thierry, con quien un día esperaba formar una familia junto a Shi y Bertrand. Boursicot ha declarado que comenzó a entregar documentos secretos a Shi cuando la Revolución Cultural China le hizo difícil verla. Boursicot fue abordado por Kang Sheng, un miembro del servicio secreto chino, que le ofreció acceso a Shi a cambio de su cooperación. Creyendo que la seguridad de Shi estaba en riesgo si no participaba, Boursicot aceptó lo pedido.
Boursicot regresó a Francia en 1979 y perdió contacto con Shi. En 1982, Boursicot logró sacar de China a Shi Du Du, ahora de dieciséis años, y aseguró su ingreso a París, donde ambos vivirían como una familia. Boursicot fue interrogado por las autoridades francesas y confesó haber pasado al menos 150 documentos secretos a Shi. En 1983, Boursicot y Shi fueron arrestados por espionaje. Bajo custodia policial, Shi explicó a los doctores cómo había escondido sus genitales para convencer a Boursicot de que era una mujer. También reveló que Shi Du Du, su supuesto hijo, había sido comprado a un doctor en Sinkiang. Tras descubrir la verdad de su relación, Boursicot intentó suicidarse cortándose la garganta, pero sobrevivió. La divulgación pública del asunto llevó a que Boursicot fuera objeto de burla en Francia. Boursicot y Shi fueron condenados por espionaje en 1986 y sentenciados a seis años de prisión.
Shi fue indultado por el presidente François Mitterrand en abril de 1987, mientras que el propio Boursicot lo fue cuatro meses después. Después de su perdón, Shi volvió a actuar como cantante de ópera. Según lo reportado, Boursicot comenzó a vivir con Thierry y aparentemente ha hecho las paces con la naturaleza de su relación con Shi. Shi Pei Pu y Shi Du Du no tuvieron contacto alguno con Boursicot sino hasta la muerte de Shi en 2009. En el obituario de Shi, se informó que Shi Du Du vivía en París y Boursicot creía que este tenía una familia con tres hijos.